# Коронація в Іспанії

Іспанські королівства, 1360-ті р.

Коронація в Іспанії або Церемонія інтронізації в Іспанії — церемонія проголошення нового короля, під час якої спадкоємець престолу сходив на трон монарха одного з іспанських королівств.
У королівстві Іспанія рідко проводилась саме церемонія коронації, традиційно замість неї відбувалась спеціальна урочиста церемонія.
Хоча не існувало сталої традиції спеціальної коронації іспанських монархів, існували монархи, особливо в добу Середньовіччя, які проводили таку церемонію.
Кожне з християнських королівств Іберійського півостріва мало різні, власні церемонії коронації, акламації чи присяги на початку правління монарха або правителя окремих територій (князівств), що тут існували.
У випадку з баскськими державами (Алава, Гіпускоа, Біская та Наваррське королівство) то традиційним ритуалом коронації у них було підняття вельмажами короля або королеви на щиті.

## Історія
За часів візіґотів нового короля проголошували шляхом акламації на зборах старійшин і воїнів. Точно відомо, що вже з часів Леовігільда ґотські королі Іспанії мали скіпетр, корону, королівський церемоніальний меч і пурпурний плащ.
На початку кожного правління вестґотські королі складали подвійну присягу: короля — народу, а народа — королеві. Король був також помазаний священним миром.
Достеменно невідомо, яку саме церемонію проводили під час поставлення на престол монархів в християнському Астурійському королівстві часів Омеядського халіфату.
Відомо, що правитель Альфонсо II був помазаний святим миром 14 вересня 791 року і став першим, хто відмовився від титулу князя (princeps), щоб стати королем (rex), проголосивши себе спадкоємцем вестґотського королівства Толедо.
В Королівстві Леону і Кастилії Ордоньйо II був проголошений королем на асамблеї магнатів і увінчаний королівською короною; його також помазали священним миром, і він урочисто посів місце на троні.
Король Альфонсо VII був перший раз коронований на короля Галісії 1111 р. у церкві Сантьяго-де-Компастела єпископом Д. Гельміресом, який підвів його до вівтаря, де знаходились мощі Св. апостола Якова; вручив йому скипетр, корону і урочисто посадив на трон понтіфіка. Під час другої коронації, 1126 року після смерті його матері, як короля Толедо, було урочисто піднято королівський прапор.
1135 року він був коронований імператором Іспанії у церкві Санта-Марія-де-Леон, де надали церемоніальну мантію, корону та скіпетр. Всі християнські правителі Іберійського півострова склали омаж: Арагонський король Раміро II, Наваррський король Гарсія IV, Барселонський граф Рамон-Беренгер IV, Тулузький граф Альфонс Журден, Монпельєський граф Вільгельм VI, і навіть Сарагоський емір Абдул Малік.
З 13 століття не відомо про урочисті церемонії коронації, і навіть про помазання нових королів Ліону і Кастилії. Все це було замінено урочистою присягою, цілуванням руки і підняттям королівського прапора.
Король Кастилії Альфонсо XI відновив церемонію коронації та організував пишний акт у монастирі Лас-Уельгас-де-Бургос, що був проведений архієпископом Сантьяго та п'ятьма іншими єпископами країни.
Монарх був помазаний миром, сам одягнув корону, а потім коронував свою дружину. Вишуканий церемоніал був розроблений спеціально для цієї коронації, церемонія також низку спеціальних молитв, які були урочисто проголошені.
Нема письмових відомостей, що якийсь монарх Будинку Трастамари був помазаний. Проте є дані про те, що церемонії коронації проводились для королів Кастилії Енріке II та Хуана I. З правлінням короля Хуана I пов'язують й традицію урочистого підняття прапора у важливих містах, яку виконував головний енсин, проголошуючи фразу «Кастилія, Кастилія, Кастилія Короля Нашого Володаря Пана» (Castilla, Castilla, Castilla, por el Rey Nuestro Señor don), на що народ відповів потрійним" Амінь ".
Більш пізніх королів Кастилії не коронували. Те, що монарх покладав сам на себе корону замість першосвященника, символізувало, що він не отримував своєї влади ні від кого, а був монархом свого права.
Перша задокументована коронація королів Арагона — це коронація Педро II у храмі Сан-Панкраціо в Римі, здійснена Папою Римським Інокентієм III 4 лютого 1204 р.
1328 р. Альфонсо IV коронував себе надяганням корони, що повторив його син Педро IV. Королі Арагону Хуан I, Мартін I, Фернандо I та Хуан II також коронували себе.
Педро IV детально регламентував та унормував церемонію коронації та помазання як доповнення до своїх законів «Ordinacions» у 1336 році.
Фернандо II (король Арагону) 1496 року разом із дружиною отримав від папи Олександра IV титул католицького правителя Іспанії.
Педро IV детально регламентував церемонії коронації та помазання як доповнення до своїх Ординаціонів у 1336 році.
Церемонія коронації та помазання королів Арагону поєднувались з урочистими присягами (клятвами), які в Середні Віки підтвердєжували права і привілеїв міст, щляхти та окремих князів. Наприклад Ізабелла І поїхала до Герніки, щоб присягнути статути Візкая.
Король Фернандо II та королева Ізабела І 1496 року отримали від Папи Римського Олександра IV для себе та своїх нащадків титул Католицьких королів.
Ферднандо II був останнім королем, хто присягав, і відтоді особливі клятви королів та князів будуть скасовані.
В Наваррському королівстві схожденню нового монарха на трон передувало урочисте проголошення та прославлення його трьома станами королівства, а також передувала присяга (клятва) короля завжди зберігати привілеї королівства й станів, та «не погіршувати їх», після чого слідували збори Кортесів, на які скликались представники духовенства, шляхти та королівських людей.
На урочистостях головував архиєпископ Памплони, голова Кортесів, що відбувались в Катедральному соборі Памплони, а завершувалась церемонія «підняттям» монарха на щит -pavés-, який здійснювали найшановніші люди королівства, щоб таким чином підкреслити, що «гідність, до якої вони його підняли, була спокоєм, а постійною пильністю на благо всіх васалів». У цей момент присутні прославляли його вигуками: «Істинний, істинний, істинний» (або «Король, король, король» — «Real, real, real»). Церемонія завершувалася розданням монархом «своєї монети для народу».
Королева Катерина І та її чоловік Хуан де Альбре, останні суверенні королі Наварри, були підняті на щиті в соборі Памплони 10 січня 1494 р. Катерина І правила королівством до цього одинадцять років (з 1483 р.), але політична нестабільність перешкоджала коронації, поки не отримала схвалення монархів Кастилії та Франції.
1512 р, після підкорення Кастилією королівства Наварра коронація та піднесення на щиті було припинено, а акт визнання монарха звівся до присяги статутам Королівства королем або його віце-королем, а також присяги на вірність, виголошеної депутатами Кортесів королівства Наварра. Ця церемонія відбулася до XIX ст. Востаннє церемонію провели 1828 року з нагоди візиту короля Іспанії Фердинанда VII до столиці Наварри, хоча він зійшов на трон ще двадцять років тому (у 1808 р.).
Після об'єднання Іспанії, протягом 16-17 століть, новий монарх просто присягав перед великими зборами королівства, як правило, в Катедральному соборі чи монастирі. Також відбувалось підняття королівського прапора.
Інтронізація короля Іспанії Феліпе V відбувалася у трьох діях. Спочатку він був проголошений сувереном на площі перед Королівським палацом після смерті короля Карлоса II, була зачитана прокламація та піднятий королівський прапор. Потім на церемонії в монастирі Сан-Джеронімо-ел-Реал, де кастильські вельможі присягнули йому і визнали його королем. Через рік Феліпе проголосили королем в Сарагосі вельможі Арагонських зборів.
Його син Фернандо VI був проголошений королем на Пласа-дель-Аюнтам'єнто де Мадрид з підняттям прапора мером міста та урочистим виголошення: «Кастилія, Кастилія, короля Фернандо Шостого, Нашого Володаря, Боже, збережи!». Наступного дня в церкві Сан-Єронімо співали «Te Deum» у супроводі визнання і проголошення від усіх кортесів.

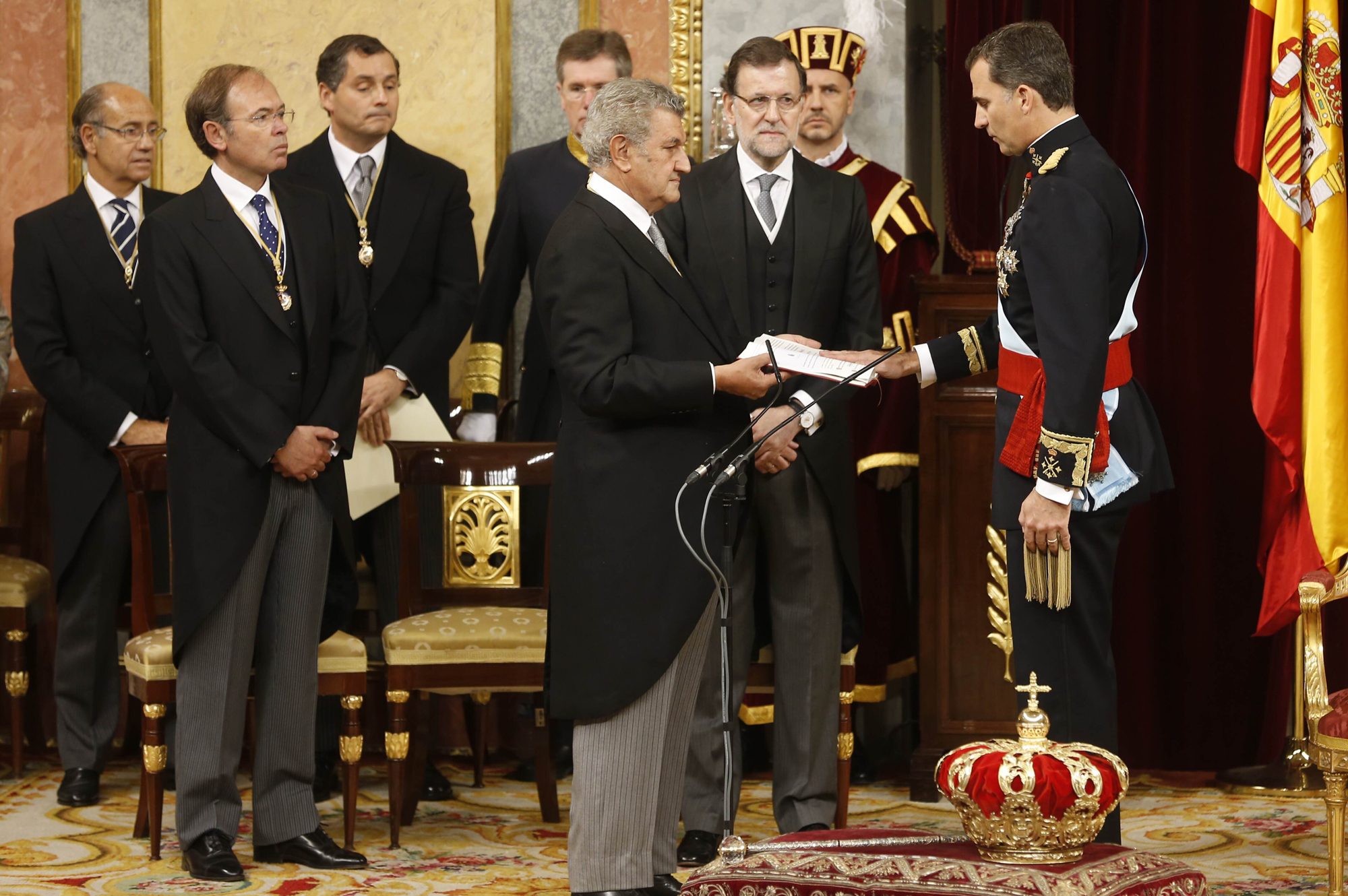
Прокламація Філіпа VI

ХІХ століття принесло з собою конституціоналізм, а разом з ним і необхідність монарху присягати на вірність і дотримання Конституції.
Стаття 173 Конституції Іспанії 1812 р. не лише зробила це необхідною вимогою вступу на престол, але також встановлювала та описала саму процедуру.
Король Фернандо VII відновив абсолютизм. Однак усі наступні Конституції (1837, 1845, 1869 і 1876) вимагали присяги монарха перед Конституцією. Так Ізабела II присягнула на Конституції 1837 р. після досягнення повноліття у 1845 р. на церемонії в Сенаті.
Король Амадей I присягнув на Конституції 1869 року в Нижній палаті 2 січня 1871 року. Кілька днів до цього Кортеси схвалили його обрання. Конституція 1876 року також передбачала присягу монарха, але оскільки Альфонсо XII вже був на престолі, він обмежився церемонією в Королівському палаці.
Альфонсо XIII король з самого свого народження, урочистим актом присягнув на Конституції на з'їзді депутатів 17 травня 1902 року.
Хуан Карлос I був проголошений королем у Кортесах 1975 року, присягнув законами Іспанії та Конституцією 1978 року в Конгресі того ж року.
Філіпе VI був проголошений королем 19 червня 2014 року в Конгресі депутатів на спеціальній церемонії, на якій також була проведена церемонія присяги Конституції 1978 року. У той час як Хуан Карлос завершив свою церемонію урочистою месою в церкві Сан-Херонімо-ель-Реал, його син і наступник не проводив будь-яку релігійну церемонію під час його інтронизації.
Починаючи з королеви Ізабели II, на церемонії інтронизації використовували корону 18 століття та скіпетр 17 століття.